# Nostalgia chalaca
«Nostalgia chalaca» es una polka peruana de 1942 compuesta por el chalaco Manuel Raygada Ballesteros. Esta pieza es considerada por muchos como el himno no oficial del Callao y es comúnmente interpretada en los estadios por las barras de los equipos de fútbol del puerto. La canción fue escrita por Raygada mientras residía en Chile, y cuenta la añoranza de su tierra natal.

## Historia
La creación de la misma se da en 1940, siendo en el proceso de la inspiración donde se encuentran dos versiones. Una de las versiones hace referencia a la ciudad de Santiago de Chile como la ciudad en donde Raygada tomó inspiración para escribir la canción. El compositor Aurelio Collantes hace mención a que Raygada se encontró un día, mientras residía en Santiago, con el “Tiongo” Alva, amigo y compañero de música chalaco, y que con los recuerdos se inspiró para escribir la canción.
Por otra parte, la otra versión del origen hace referencia a Valparaíso como la ciudad que tuvo influencia en la creación de la misma. El periodista Nicolás Cisneros cuenta que se dio la inspiración en una visita de Raygada a Valparaíso cuando, al tomarse un paseo por la ciudad-puerto chilena, ingreso a un establecimiento en donde se encontró con fotos de la ciudad chalaca y del antiguo muelle Dársena. En la labor periodística de Cisneros se cuenta que el haberse topado con fotos del Callao, junto con la añoranza que tomó al caminar por el puerto, fue la inspiración para la nostalgia migrante del chalaco. 
La divergencia en las versiones termina allí. Más adelante, al estar ya compuesta la letra el tema es llevado al disco por el porteño Armando Bonansco entre 1940 y 1941, grabándose como vals y siendo esta la primera versión de Nostalgia Chalaca. 
A pesar de que su letra trate sobre una ciudad peruana, esta canción no era conocida en Perú hasta años después. La canción se encontraba escondida entre los bares de Valparaíso. Es con la llegada de un equipo de futbol peruano a un bar del puerto chileno en donde esta se da a encontrar cuando el grupo noto la canción en la rocola. 
En 1944 se volvería a grabar el tema por Alicia Lizárraga, esta vez siendo llevada como polka. 

## Versiones
La canción fue interpretada en su primera versión como un vals criollo en Chile; sin embargo, esta se popularizó en su versión polka cuando llegó al Perú. A pesar de ser ejecutada principalmente en géneros de música criolla, también ha sido transformada en salsa. Los cantantes y conjuntos que han integrado "Nostalgia Chalaca" en su catálogo musical en su versión criolla son:
- Jesús Vásquez[5]
- Armando Bonansco
- Alicia Lizárraga
- Los Morochucos
- Lucho Barrios
- Eva Ayllón
- Esther Granados
- Alejandro Cortez
- Los Chamas
- Delia Vallejos
- Noemí Polo
- Alicia Maguiña

En cuanto a la interpretación en versión salsa se cuentan con artistas peruanos e internacionales, de entre los cuales se encuentran: 
- Lucho Cueto [7]
- Solinka
- Ray Barreto
- Tito Allen